# شين جاكوبسون
شين جاكوبسون (بالإنجليزية: Shane Jacobson)‏ هو ممثل أسترالي، ولد في 1901 في أستراليا. من الجوائز التي نالها جائزة آكتا لأفضل ممثل في دور رئيسي ‏ سنة 2006.

## أعمال

### أفلام
- (2012) ميراث بورن[6][7]

## جوائز وترشيحات
جوائز
- جائزة آكتا لأفضل ممثل في دور رئيسي [الإنجليزية]‏ (2006)

ترشيحات
- AACTA Award for Best Original Screenplay [الإنجليزية]‏ (2006)

## وصلات خارجية
- شين جاكوبسون على موقع IMDb (الإنجليزية)
- شين جاكوبسون على موقع قاعدة بيانات الفيلم (الإنجليزية)